# Cirò Marina
Cirò Marina is een gemeente in de Italiaanse provincie Crotone (regio Calabrië) en telt 14.372 inwoners (31-12-2004). De oppervlakte bedraagt 41,6 km², de bevolkingsdichtheid is 336 inwoners per km².

## Demografie
Cirò Marina telt ongeveer 4748 huishoudens. Het aantal inwoners daalde in de periode 1991-2001 met 0,9% volgens cijfers uit de tienjaarlijkse volkstellingen van ISTAT.
| Jaar | Inwoneraantal |
| ---- | ------------- |
| 1991 | 14.113        |
| 2001 | 13.987        |

## Geografie
Cirò Marina grenst aan de volgende gemeenten: Cirò, Melissa.